# Frome Town F.C.
Frome Town Football Club là một câu lạc bộ bóng đá Anh tọa lạc ở Frome, một thị trấn của hạt Somerset. Họ thi đấu ở Southern Football League Premier Division. CLB có biệt danh "The Robins" và trang phục chủ yếu là màu đỏ. HLV đương nhiệm là cựu tiền đạo của West Bromwich Albion và Torquay United Adrian Foster.

## Lịch sử
CLB được thành lập năm 1904, bắt đầu thi đấu ở Wiltshire Premier League trên sân nhà Badgers Hill Vài mùa giải sau, họ đạt được một số thành công khi vô địch Somerset Senior League Championship mùa giải 1906–07, và 2 lần nữa ở các mùa giải 1908–09 và 1910–11 cũng như vô địch Wiltshire League Championship mùa giải 1909–10. Sau đó CLB ra mắt ở FA Cup mùa giải 1911–12, vào đến vòng loại thứ 5 và thua 4–1 trước Southport Central.
Mùa giải 1919-20, CLB gia nhập Western League bắt đầu tại Division Two, vô địch ngay lần đầu tiên tham gia. Tuy nhiên họ không được thăng hạng và ở lại giải đấu thêm 2 mùa bóng nữa trước khi rút lui, chỉ để trở về Division Two thi đấu trong 3 mùa giải từ đầu mùa 1924–25. CLB trở lại Western league mùa giải 1931–32 và thi đấu 8 mùa giải, không rời khỏi Division Two. Trong giai đoạn này họ vô địch Somerset Senior FA Cup, ở các mùa giải 1932–33 và 1933–34.
Sau Thế chiến thứ II, CLB lại gia nhập Western League để bắt đầu mùa giải 1946–47 ở Division One, nhưng lại xuống trở lại Division Two cuối mùa. Mùa bóng đó là lần đầu tiên CLB thi đấu trận FA cup đầu tiên sau 35 năm. Mùa giải 1953–54 chứng kiến CLB vào đến vòng 1 của FA Cup và bị đánh bại bởi Leyton Orient trước con số khán giả kỉ lục là 8,000 người. Trong mùa giải đó, CLB cũng đã giành quyền thăng hạng Division One, khi kết thúc ở vị trí thứ 2 tại Division Two. Tuy nhiên sau 4 mùa giải, họ lại xuống Division Two và rút khỏi Western league, ngay cuối mùa đầu tiên họ xuống hạng để gia nhập Wiltshire League.
Một lần nữa, ở mùa giải 1963-64, CLB gia nhập Western league và chơi ở hạng đấu cao nhất. CLB trải qua 32 mùa giải ở đây và có một lần giành chức vô địch ở mùa giải 1978–79. CLB cũng có một số thành tích ở giải Cup tại Western Premier Division, 3 lần vô địch Somerset Premier Cup ở các mùa 1966–67, 1968–69 và 1982–83, cũng như 2 lần vô địch Western League Cup và 1 lần ở Western Counties Floodlit Cup. At the end of the 1995–96 season the club was relegated to Division One.
Cuối mùa giải 1999–2000, CLB xếp chót bảng ở Division One nhưng không bị xuống hạng do giải đấu được tái cơ cấu. Hai mùa sau, ở mùa giải 2001–02, họ vô địch Division One, và lên lại Premier Division. Mùa giải 2003–04, CLB đã thu hút giới truyền thông khi họ đề nghị "phù thủy tốt bụng" Titania Hardie, giúp họ cải thiện phong độ trên sân nhà ở Badgers Hill. Phù thủy đã thay đổi không khí trong phòng thay đồ, và đã giúp CLB giành thành tích tốt ở 8 trong 9 trận sân nhà còn lại.
Cuối mùa giải 2008–09, CLB về đích ở vị trí thứ 2 ở Premier Division và đó là đủ để giúp họ thăng hạng Southern Football League ở Division One South & West, bởi vì đội vô địch Bitton không đáp ứng đủ điều kiện sân bãi của Southern League để thăng hạng. CLB cũng đạt thành tích tốt trong giải đấu Cup khi đánh bại Paulton Rovers 3–1 trong trận chung kết để vô địch Somerset Premier Cup. Trong mùa giải thứ hai ở Division One South and West, CLB đã giành quyền lên chơi ở Premier Division khi đánh bại Sholing 1–0 trong trận chung kết Play-off dưới sự dẫn dắt của HLV Darren Perrin. CLB vẫn còn đang thi đấu ở Premier Division của Southern Football League.

## Sân vận động
Frome Town chơi trên sân nhà Aldersmith Stadium, Berkeley Road, Frome, BA11 2EH.
Năm 2012, CLB bổ sung thêm một khán đài 250 chỗ ngồi ở Badgers Hill, để có thể đáp ứng yêu cầu của Southern Football League Premier Division.

## Đội hình hiện tại
Ghi chú: Quốc kỳ chỉ đội tuyển quốc gia được xác định rõ trong điều lệ tư cách FIFA. Các cầu thủ có thể giữ hơn một quốc tịch ngoài FIFA.
| Số | VT | Quốc gia | Cầu thủ         |
| -- | -- | -------- | --------------- |
| —  | TM | Anh      | Darren Chitty   |
| —  | HV | Anh      | Mark Cooper     |
| —  | HV | Anh      | Jack Vallis     |
| —  | HV | Anh      | Tim Stephenson  |
| —  | HV | Anh      | Josh Ford       |
| —  | HV | Wales    | Rhys Baggridge  |
| —  | TV | Anh      | Alex Lapham     |
| —  | TV | Anh      | Matt Smith      |
| —  | TV | Anh      | Ricky Hulbert   |
| —  | TĐ | Anh      | Ben Wood        |
| —  | TĐ | Anh      | Matt Groves     |
| —  | TM | Anh      | Scott Armstrong |
| —  | HV | Anh      | Johnny Lynn     |

| Số | VT | Quốc gia | Cầu thủ         |
| -- | -- | -------- | --------------- |
| —  | HV | Anh      | Ryan Elliot     |
| —  | HV | Anh      | Matt Cowler     |
| —  | TV | Anh      | Kris Miller     |
| —  | TV | Anh      | Brandon Mundy   |
| —  | TV | Anh      | Jack Metcalf    |
| —  | TV | Anh      | Kurt Hammonds   |
| —  | TV | Anh      | Aaron Ledgister |
| —  | TV | Anh      | Matt Clark      |
| —  | TV | Anh      | George Russell  |
| —  | TV | Anh      | Jon Vance       |
| —  | TV | Anh      | Jack Witcombe   |
| —  | TĐ | Anh      | Aiden Kirby     |

## Các danh hiệu

### Danh hiệu Giải đấu
- Western League Premier Division:[6]
  - Vô địch (1): 1978–79
  - Á quân (2): 1982–83, 2008–09
- Western League Division One:[6]
  - Vô địch (1): 2001–02
- Western League Division Two:[6]
  - Vô địch (1): 1919–20
  - Á quân (1): 1954–55
- Wiltshire Football League Premier Division:[4][5]
  - Vô địch (2): 1909–10, 1962–63
- Somerset County Football League Premier Division:[5]
  - Vô địch (3): 1906–07, 1908–09, 1910–11

### Danh hiệu Cup
- Somerset Premier Cup:[5]
  - Vô địch (4): 1966–67, 1968–69 (Joint), 1982–83, 2008–09
- Somerset Senior Cup:[14]
  - Vô địch (3): 1932–33, 1933–34, 1950–51
- Southern Football League Cup:[15]
  - Á quân (1): 2012–13
- Western Football League Cup:[4][16]
  - Vô địch (2): 1979–80, 1982–83
  - Á quân (2): 1954–55, 2001–02
- Western League Alan Young Cup:[17]
  - Vô địch (1): 1979–80
- Western Countied Floodlit Cup:[5]
  - Vô địch (1): 1983–84

## Các kỉ lục
- Vị trí cao nhất cấp độ giải đấu:[6] thứ 12 ở Southern League Premier Division, 2011–12
- Thành tích tốt nhất ở FA Cup:[6] Vòng 1, 1954–55
- Thành tích tốt nhất ở FA Trophy:[6] Vòng 2, 1984–85
- Thành tích tốt nhất ở FA Vase:[6] Tứ kết, 2004–05
- Số khán giả đến xem đông nhất:[4] 8,000 gặp Leyton Orient, 1954–55

## Cựu cầu thủ
1. Players that have played/managed in the football league or any foreign equivalent to this level (i.e. fully professional league).
2. Players with full international caps.

| - Tony Pounder - Adrian Foster - Tony Book - Steve Book - Lindsay Parsons - Paul Randall - Brian Drysdale | - Phil Purnell - Ray Johnston - Willie Haines - Ronnie Briggs - Shane Hobbs - Mark Salter - Bryan Wade |